# 长颖燕麦
长颖燕麦（学名：Avena ludoviciana）为禾本科燕麦属下的一个种。

## 扩展阅读
- 維基物種上的相關：长颖燕麦